# Zeuxine integrilabella
Zeuxine integrilabella är en orkidéart som beskrevs av C.S.Leou. Zeuxine integrilabella ingår i släktet Zeuxine och familjen orkidéer. Inga underarter finns listade i Catalogue of Life.